# Душан Наумовски
 Тази статия е за режисьора.  За комунистическия партизанин вижте Душко Наумовски.  
Душан Г. Наумовски (на македонска литературна норма: Душан Наумовски) е режисьор от Социалистическа република Македония.

## Биография
Роден е на 8 август 1938 година в Битоля, където завършва основно и средно образование. В 1961 година завършва Академията за театър, филм, радио и телевизия в Белград. Работи като режисьор три сезона до 1965 година в Битолския народен театър, като в 1963 - 1964 година е негов и. д. директор. От 1965 година е режисьор в РТВ Скопие.